# Carl Kühne
Carl Kühne — немецкая компания, производитель соусов и консерв. Штаб-квартира расположена в Гамбурге.

## История
История компании началась в 1722 году, когда в Берлине был открыт уксусный завод; в 1762 году он перешёл под контроль семьи Кюне. В 1832 году завод возглавил Карл Эрнст Вильгельм Кюне, с тех пор семейный бизнес называется Carl Kühne. В августе 1906 года был зарегистрирован первый бренд компании — Surol для травяного уксуса. В начале XX века ассортимент продукции был расширен майонезом, горчицей, квашенной капустой и овощными консервами.
В 1943 году основной завод в Берлине был разрушен. После Второй мировой войны центром деятельности компании стал Гамбург. В 1951 году компания Kühne начала производство еды а тюбиках. В 1957 году начался выпуск готовых салатов из красной капусты. В 1973 году был запущен бренд Salatfix для салатных заправок. В 1986 году было куплено 60 % акций французского производителя горчицы Européenne des Condiments; эта компания была основана в 1816 году в Дижоне, её основным брендом является Bornier; в 2002 году были выкуплены оставшиеся акции. В 1991 году была создана дочерняя компания в Турции Carl Kühne Fermantasyon. В 2002 году был куплен уксусный завод в Польше, но в 2023 году он был продан.

## Деятельность
Компания Carl Kühne работает в сфере пищевой промышленности, её продукция включает уксус, квашенные и консервированные овощи, хрен, салатные заправки, горчицу, приправы, десерты и деликатесы.
Производственные мощности имеются в Германии (Берлин, Зеннфельд, Хагенов, Хамм, Штрален), Турции (Стамбул) и Франции (Куше, Européenne de Condiments).